# Pointe du Vieux-Fort
Pour les articles homonymes, voir Vieux-Fort.
Ne doit pas être confondu avec Pointe du Vieux-Fort (Sainte-Rose, Guadeloupe).
La pointe du Vieux-Fort est un cap de Guadeloupe situé à Vieux-Fort. Elle marque la limite géographique entre la mer des Caraïbes et l'océan Atlantique.
La pointe est dominée par le phare de la pointe du Vieux-Fort. Elle est classée au Conservatoire du littoral

## Géographie
Il s'agit du cap le plus au sud de la Basse-Terre. Il est situé entre la pointe Henriette à l'est et le cap Les Trois pointes à l'ouest, avec qui il forme l'anse Dupuy.

## Histoire
Outre le phare qui en occupe l'extrémité, la pointe abrite les vestiges de l'ancien fort qui a donné son nom à la commune de Vieux-Fort. 
La pointe du Vieux-Fort était auparavant un lieu de naufrages, comme ce fut le cas, le 16 février 1947, quand le voilier La Rochannia s'y échoua en allant de Montserrat à la Dominique. L'érection d'un phare fut ensuite décidée.

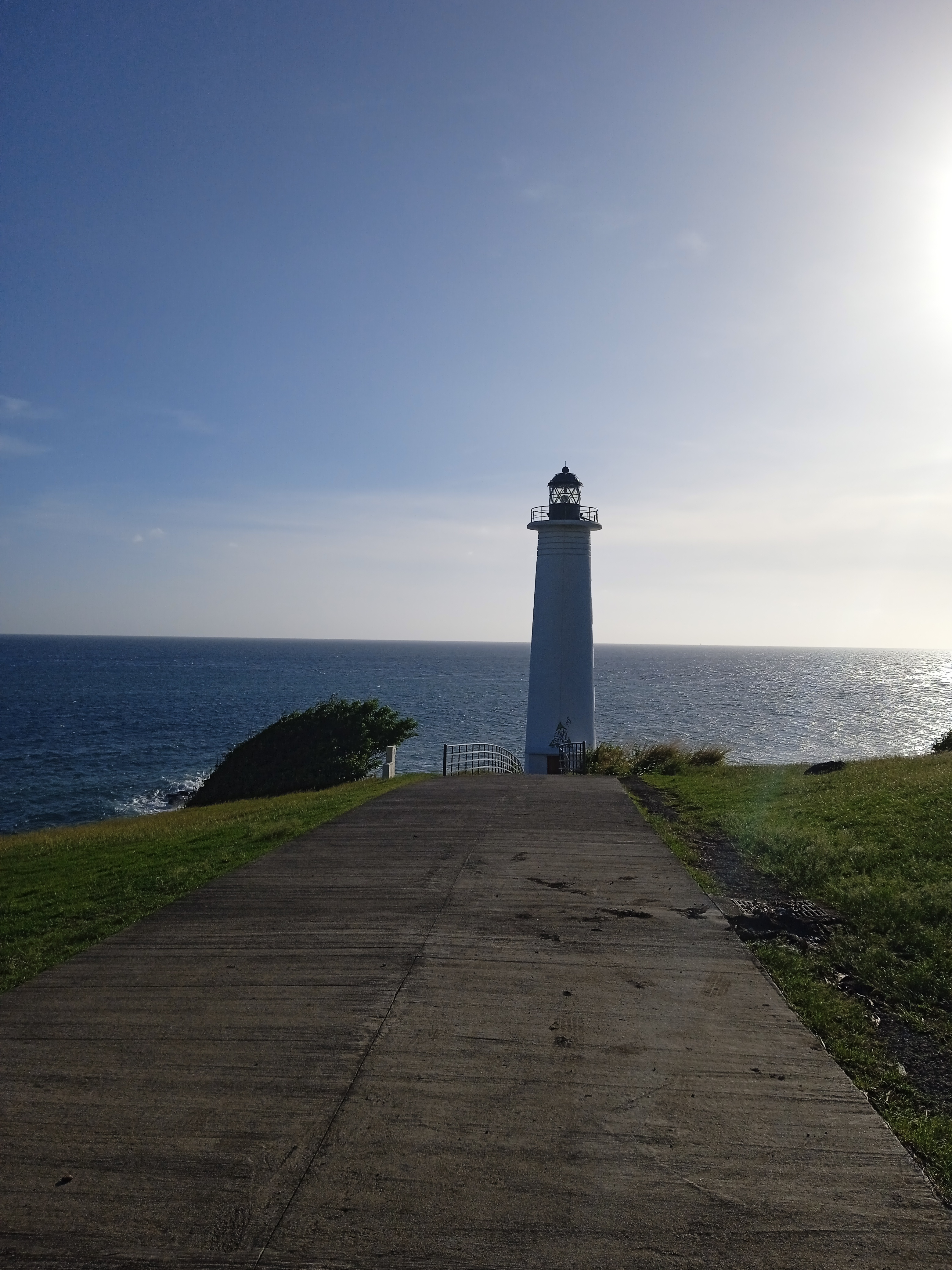
Phare de Vieux-Fort.
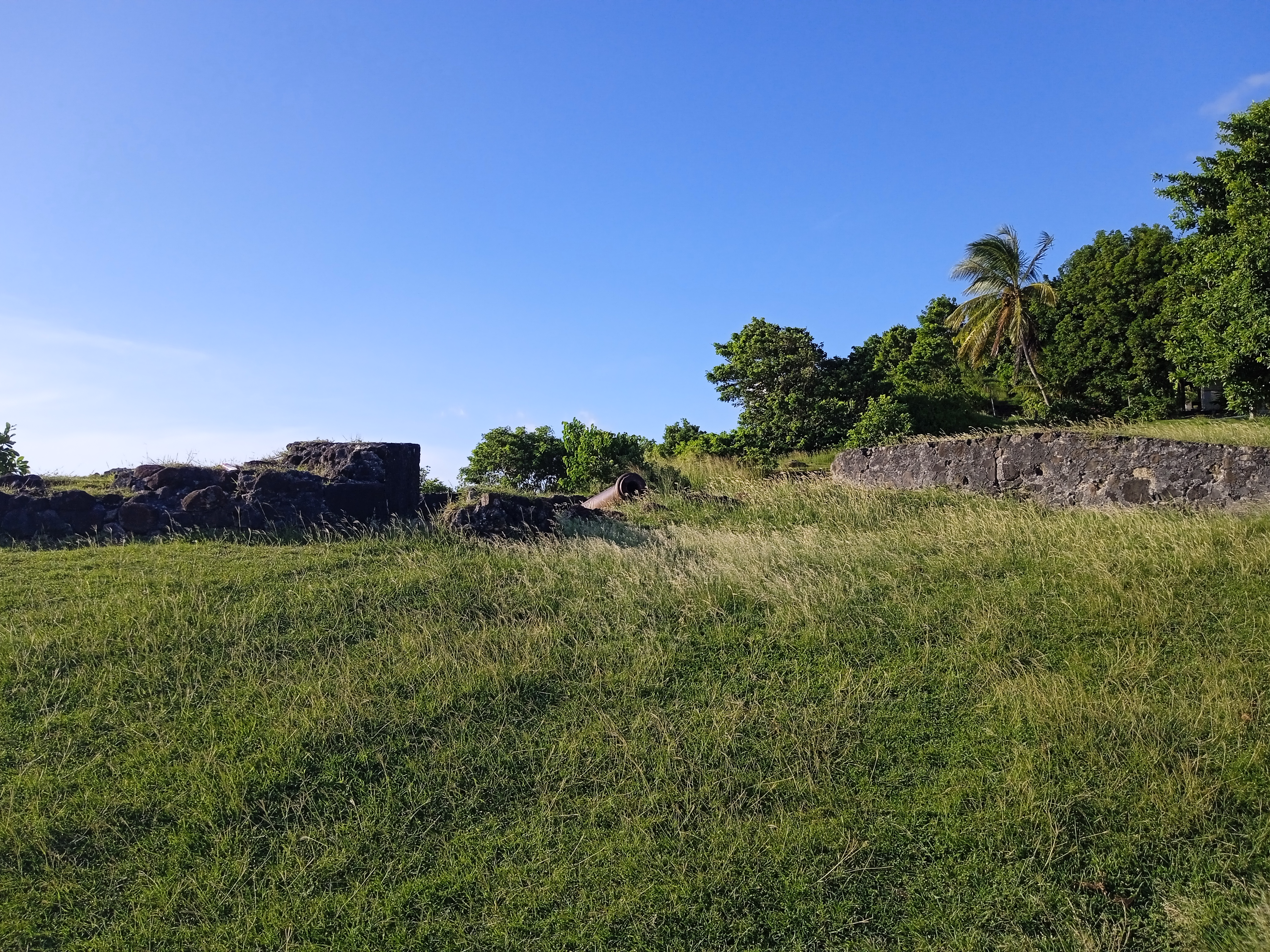
Ruines de l'ancien fort.
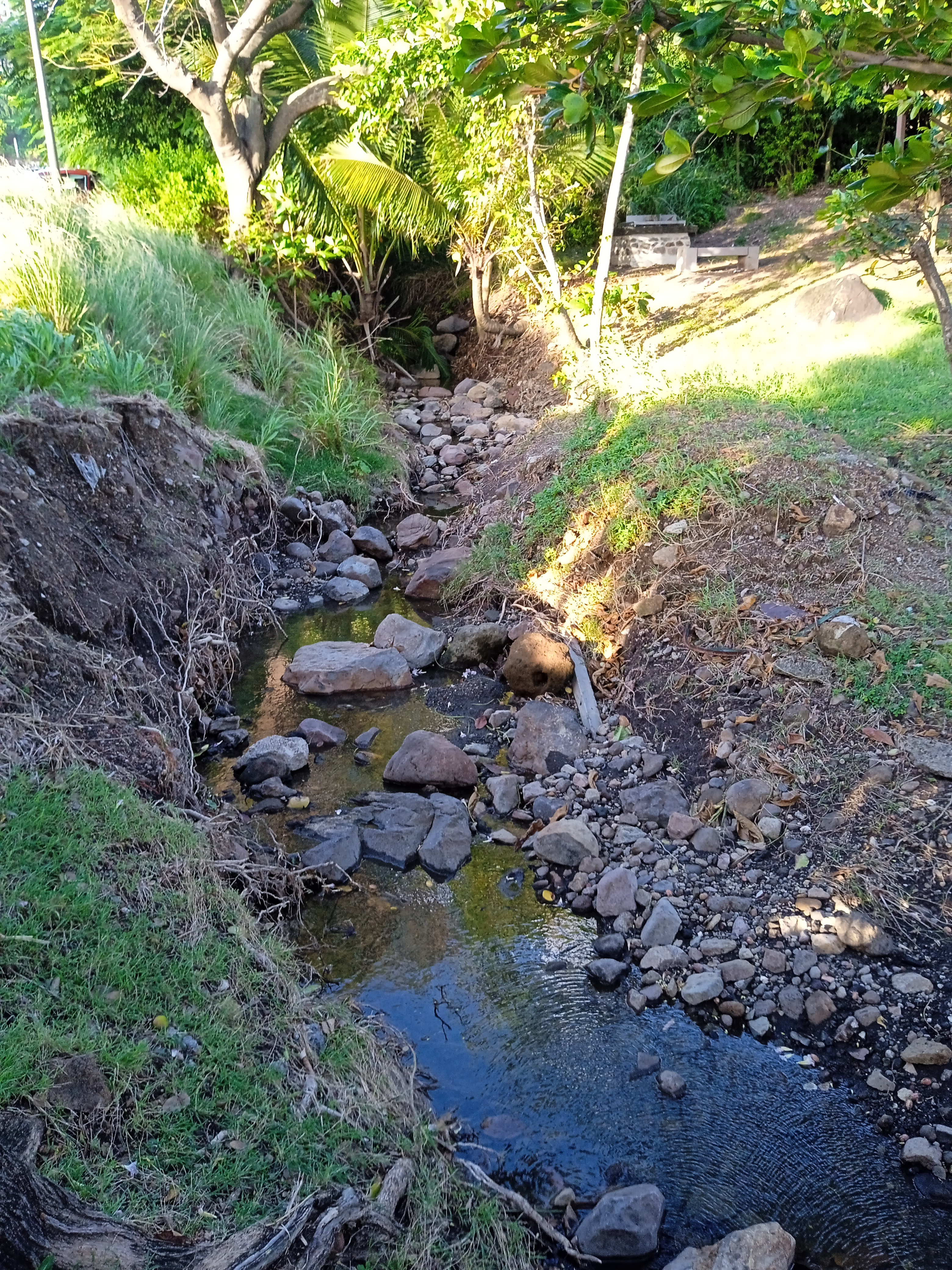
Ravine de la pointe du Vieux-Fort.